# رجل في زمن العولمة (مسلسل)
رجل في زمن العولمة هو مسلسل اجتماعي مصري من جزأين، تأليف د.عصام الشماع وبطولة صلاح السعدني، شوقي شامخ، هالة صدقي، ممدوح وافي، فاروق فلوكس، سهام جلال، إنجي شرف وياسمين الجيلاني.
تدور أحداث المسلسل في إطار اجتماعي إنساني حول بعض المشكلات والمظاهر المعاصرة في الأسرة المصرية. أنتج المسلسل في جزأين من قبل قطاع الإنتاج باتحاد الاذاعة والتليفزيون. اشتركت الفنانة سماح أنور في أحداث الجزء الثاني.
- موسيقى تصويرية (الجزء الأول): راجح داوود
- موسيقى تصويرية (الجزء الثاني): ياسر عبد الرحمن.